# Społeczeństwo zbieracko-łowieckie
Społeczeństwo zbieracko-łowieckie – typ społeczeństwa lub gospodarki polegający na zdobywaniu pożywienia przez zbieranie jadalnych roślin i polowanie na zwierzęta bez znaczącego wysiłku w kierunku udomowienia jednych czy drugich. Przy czym najczęściej udział zbieractwa jest bardziej znaczący.

## Rozwój
Od początku istnienia ludzkości aż po schyłek epoki mezolitu była to jedyna forma gospodarki stosowana przez ludzi. Pierwsi łowcy-zbieracze żyli wyłącznie na otwartej sawannie i zamiast polowania przeszukiwali okolicę – zdobywali mięso zwierząt padłych lub upolowanych przez drapieżniki. Techniki łowieckie rozwinęły się później, głównie w środkowym i górnym paleolicie.
Przejście do gospodarki rolniczej w neolicie nastąpiło w wielu miejscach niezależnie: na Bliskim Wschodzie, w Azji południowo-wschodniej, Ameryce Środkowej i Andach. Doprowadziło do powstania kultur takich jak cywilizacje Żyznego Półksiężyca, starożytnych Indii i Chin, Olmekowie czy Norte Chico (na terenie dzisiejszego Peru).
Wraz ze wzrostem populacji i rozprzestrzenianiem się społeczeństw rolniczych nastąpił proces stopniowego wypierania kultur łowców-zbieraczy z zajmowanych przez nich terenów. W wyniku rywalizacji o ziemię musieli albo dostosować się i przestawić gospodarkę na rolniczą albo przenieść się gdzie indziej. Do dzisiejszych czasów przetrwały nieliczne kultury tego typu. Zwykle żyją na terenach suchych, w lasach tropikalnych i obszarach arktycznych, czyli tam gdzie jeszcze społeczeństwa rolnicze nie dotarły lub w miejscach nienadających się do rolnictwa.
Głównym kryterium jest brak udomowienia roślin czy zwierząt, ale obecnie to rozróżnienie nie jest precyzyjne, ponieważ wiele współczesnych społeczeństw zależnie od panujących warunków używa obu tych strategii do zdobywania żywności.

## Cechy charakterystyczne społeczeństw zbieracko-myśliwskich
- koczownictwo – dane obszary zamieszkiwane są okresowo, aż do wyeksploatowania zasobów żywności
- niewielka liczba osób w grupie koczowniczej (zazwyczaj kilkadziesiąt osób)
- brak rozbudowanej struktury społecznej i znaczących nierówności w dostępie do dóbr
- prymitywne technologie pozwalające na zdobywanie większej ilości żywności (np. technologie i techniki pozwalające polować na wieloryby).
- silna zależność kultury od warunków klimatycznych i ekologicznych
- podział pracy i wynikający z niego status społeczny zależny przede wszystkim od umiejętności i wieku; wbrew dawniejszym powszechnym opiniom nowsze badania wskazują, że myślistwem zajmowały się również kobiety, nie tylko mężczyźni[2]